# 让·科拉
让·科拉（法語：Jean Collas，1874年7月3日—1928年12月30日），法国男子拔河运动员。他曾代表法国参加1900年夏季奥林匹克运动会拔河比赛，获得一枚金牌和一枚银牌。